# Faisal bin Al Hussein
Faisal bin Al-Hussein, född 11 oktober 1963 i Amman, är prins av Jordanien och son till kung Hussein av Jordanien och prinsessan Muna al-Hussein.
Prins Faisal är ordförande i Jordaniens Olympiska Kommitté, sitter i flera av IOK:s kommittéer och blev ledamot i IOK 2010.

## Familj och släkt
Prins Faisal är bror till kung Abdullah av Jordanien. Han har åtta halvsyskon. Halvsystern, prinsessan Haya som är gift med emiren av Dubai, har varit IOK-ledamot, president för Internationella ridsportförbundet och deltagit i internationella hästhoppningstävlingar. Hans halvbror prins Ali har bland annat gjort karriär som fotbollsledare och halvbrodern prins Hamzah är ordförande i Jordaniens basketbollförbund.
Prins Faisal tillhör den hashimitiska dynastin och uppges vara den 43:e generationens direkta ättling till profeten Muhammed.

### Äktenskap och barn
Prins Faisal har varit gift tre gånger och har fyra barn.
- Prinsessan Alia Tabba, gifta 1987–2008
  - Prinsessan Ayah bint Faisal, född 11 februari 1990
  - Prins Omar bin Faisal, född 23 oktober 1993
  - Prinsessan Sara bint Faisal, född 27 mars 1997, tvilling till Aisha
  - Prinsessan Aisha bint Faisal, född 27 mars 1997, tvilling till Sara

- Prinsessan Sara Kabbani, gifta 2010–2013
- Prinsessan Zeina Lubbadeh, gifta sedan 2014